# Grenen
Grenen är en udde längst ut på Skagens Odde norr om Skagen, som utgör den nordöstligaste delen av Jylland. Grenen består av sand som transporterats av havet norrut längs med hela Jyllands västkust. Udden växer ungefär 10 meter om året i nordöstlig riktning mot Sverige.
Administrativt tillhör Grenen Frederikshavns kommun i Region Nordjylland.
Vid Grenen möts två hav – Skagerrak och Kattegatt – vilket kan ses på böljorna som kommer in från varje sida. Sammanflödet skapar våldsamma strömförhållanden, varför det är livsfarligt och strängt förbjudet att bada där. Däremot får besökare prova att stå med en fot i Skagerrak och en fot i Kattegatt.
Grenen är ett populärt utflyktsmål, framför allt under sommarhalvåret och har omkring 1 miljon besökare om året. Från parkeringsplatsen är det över en kilometers promenad genom sanden till den yttersta spetsen. Många besökare väljer att färdas till spetsen med "Sandormen", en traktor med passagerarvagnar i släp.
Rovfåglar flockas i Grenen under den årliga flytten norrut, vilket gör platsen är ett av nordeuropas bästa observationsställen för rovfåglar. Rovfåglarna är glidflygare som utnyttjar uppvindar som bara uppstår över land och korsar ogärna stora sträckor över öppet vatten. Därför leds fåglar som kommer söderifrån längs hela Jylland till udden, där de flockas innan de korsar de 65 kilometrarna över Kattegatt till Sverige, på väg till häckningsplatserna norrut. Flest rovfåglar syns runt Grenen när vinden är sydöstlig. När västanvind råder pressas fåglarna österut och väljer då en rutt över Fyn och Själland istället.

## Galleri

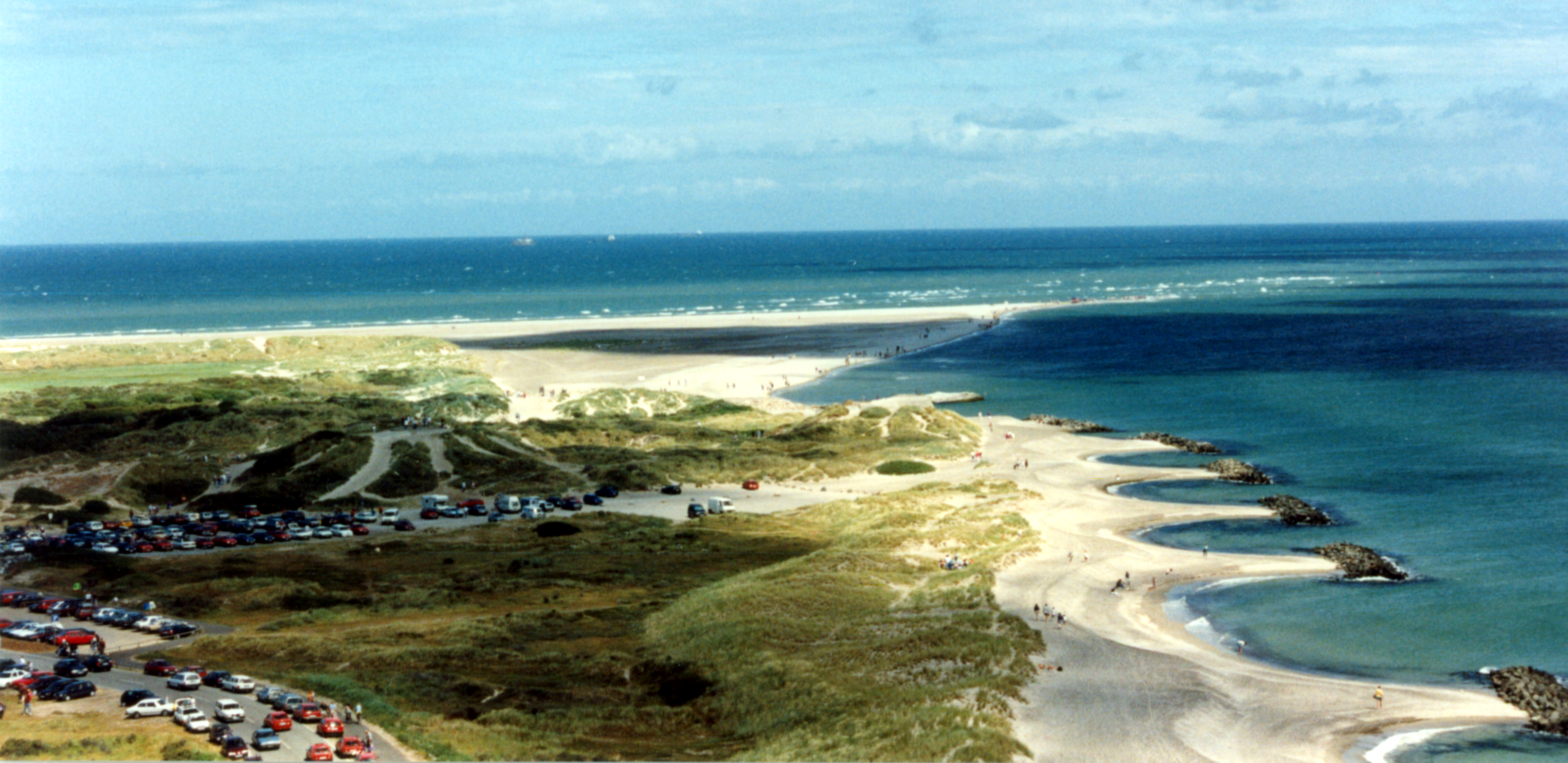
Grenen sedd från Skagens fyrtorn.
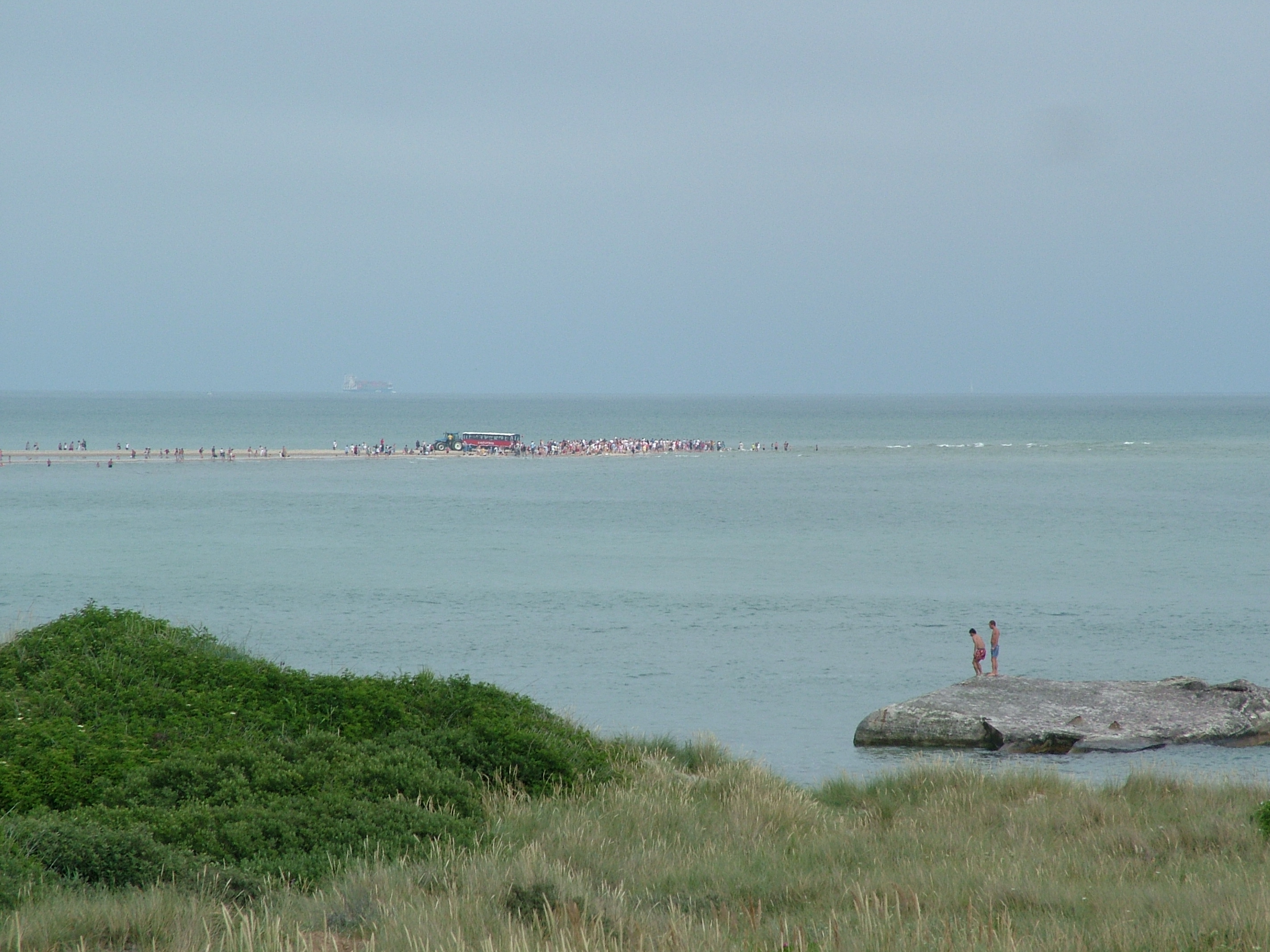
Grenen en sommardag.
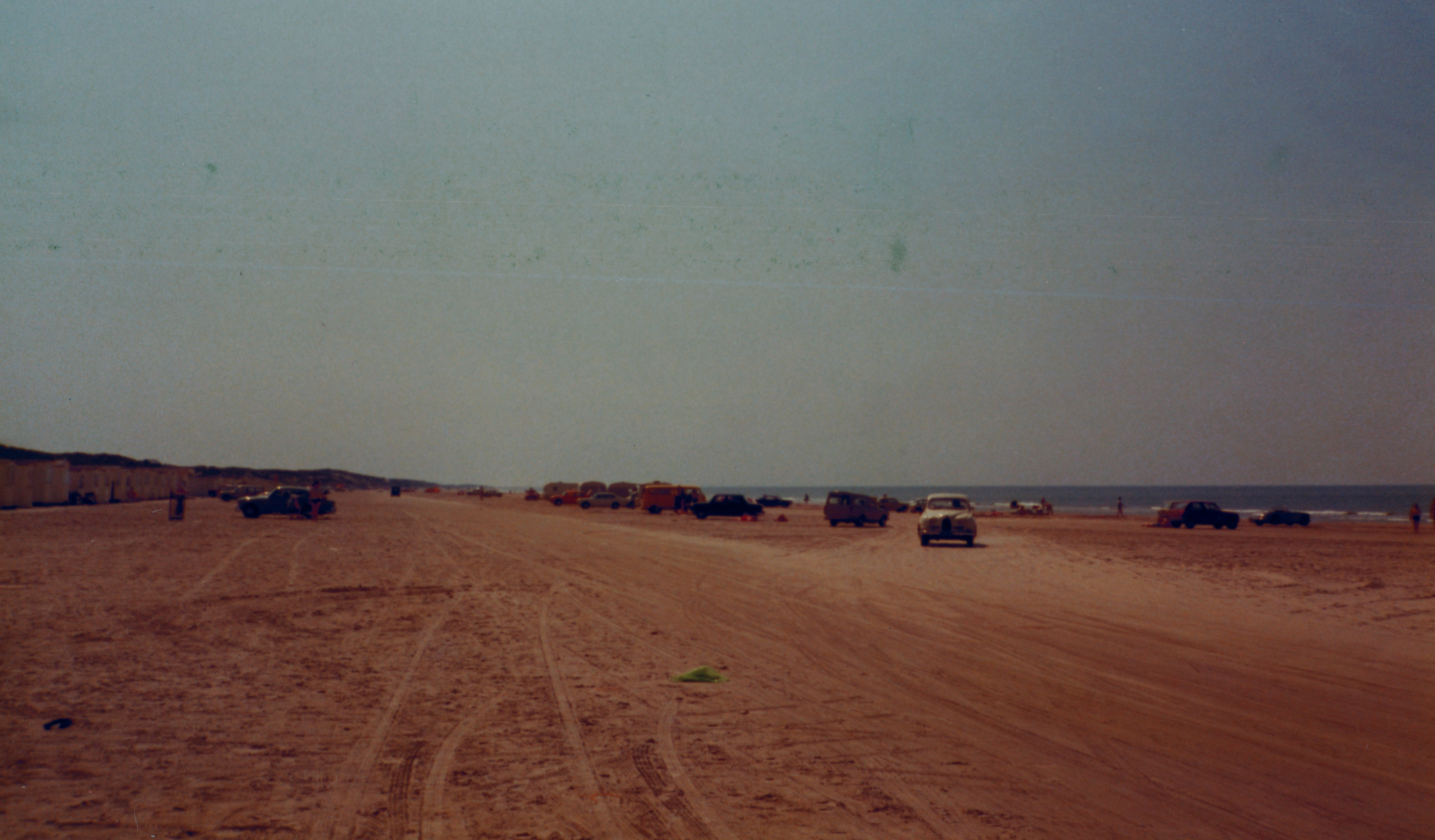
Grenen på Skagens Odde 1983.